# Ramnunt
Ramnunt (grec antic: Ῥαμνοῦς, Rhamnoûs, llatí: Rhamnus), va ser una ciutat de l'antiga Grècia, situada a la regió de l'Àtica. Estava situada a la costa, amb vista a l'estret d'Eubea. Les seves ruïnes es troben al nord-oest de l'actual Agia Marina dins el municipi de Marató (Grècia).
Ramnunt va ser prou important per estar emmurallada i comptar amb un destacament atenenc d'efebs per a la seva defensa. Hi havia una acròpolis fortificada des d'on es controlaven dos ports petits situats a cadascuna de les bandes del turó. En aquests ports es va importar el gra per abastir la ciutat d'Atenes durant la guerra del Peloponès. La ciutat de Ramnunt també era coneguda pel santuari de Nèmesi, la deessa de la venjança. En l'emplaçament s'han trobat molts monuments funeraris i també a la vora de la carretera entre Ramnunt i Marató.

## El santuari de Nèmesi

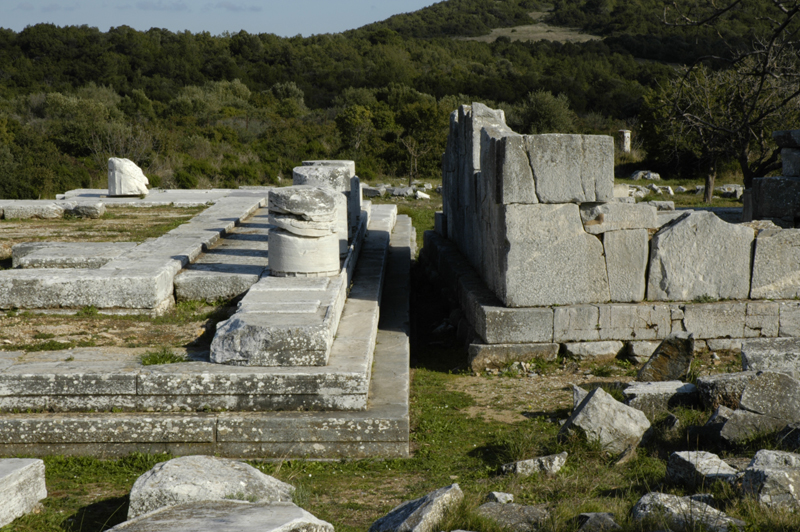
Ruïnes de l'antic santuari del s. V aC. a l'esquerra i l'antic temple a la dreta.

Situat a la vora de la carretera entre Ramnunt i Marató, a uns 630m cap al sud de l'acròpolis, estava el petit temple construït entre el 438 aC i el 431 aC sobre una plataforma i amb un mur de 44m (coordenades 38° 13′ 3.88″N, 24° 1′ 37.07″E). Durant el temps en què es feia servir, el temple no estava isolat, al seu voltant hi havia unes quantes cases i altres construccions. En arribar l'època de la dominació romana, cap al 46 CE, el santuari es va dedicar a Lívia Drusil·la, l'esposa d'August i a l'emperador Claudi. Al segle ii Herodes Àtic va fer donacions al temple d'estàtues dels emperadors Marc Aureli i Luci Aureli Ver així com una estàtua del seu pupil Polideució. El culte a Nèmesi en aquest santuari es va donar oficialment per acabat amb una ordre de l'emperador romà d'Orient Arcadi l'any 382 que va ordenar la destrucció de qualsevol temple politeista en els seus territoris.

## Característiques del temple petit

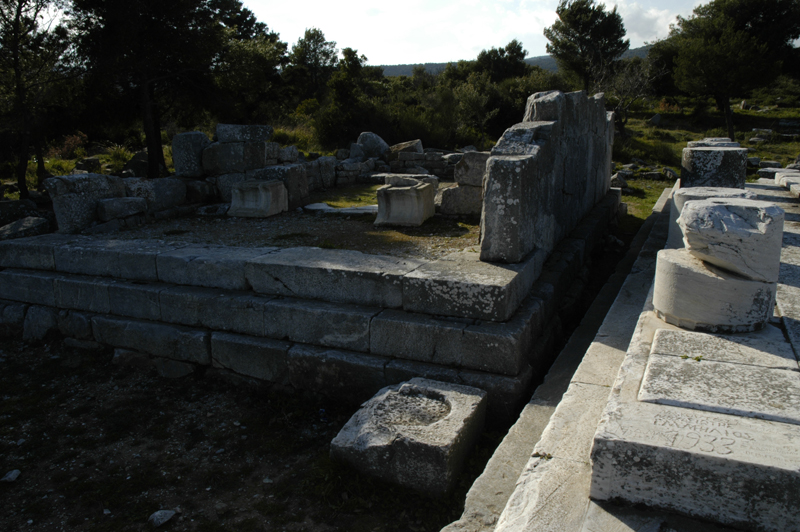
El petit temple de Nèmesi a l'esquerra i l'antic temple a la dreta.

No era gaire gran (6.15 x 9.9m) i encara que es coneix com a "santuari de Nèmesi" estava dedicat a dues deesses, l'altra era Temis. La ceràmica que s'ha trobat en aquest emplaçament data de començaments del segle v aC. Als graons de l'escala hi ha uns forats que eren per ficar esteles. El material de construcció del temple era marbre fosc típic de la contrada i tenia un sostre cobert amb teules de terracota. Les parets de la cella i els murs de la terrassa estaven construïts seguint l'estil poligonal de Lesbos.
Basant-se en unes inscripcions trobades en uns seients de marbre del segle iv aC que hi havia al porxo, es creu que les ofrenes eren dedicades juntament a les dues divinitats Nèmesi i Temis. L'una era la personificació de la justícia i l'altra de la venjança. L'estructura va arribar intacta al segle iv. L'estàtua de Temis i altres fragments es poden veure al museu nacional arqueològic d'Atenes.

## El temple gran

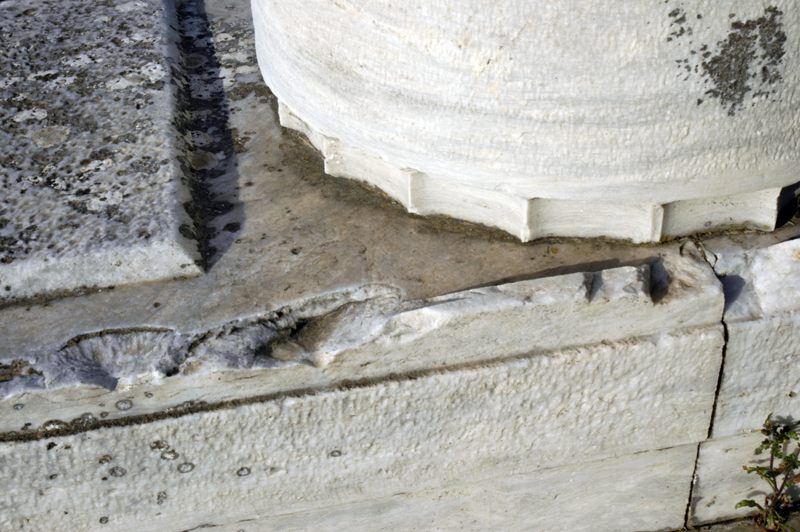
base de columna del temple gran sV aC.

Anteriorment al petit santuari de Nèmesi hi va haver un altre temple més petit de 6x10 m construït amb l'estil dòric. Quan va estar malmés, a finals de s. V aC, es va construir al costat un altre més gran, mesurava 10'05m per 21'4m. L'euthynteria i la part baixa del crepidoma estaven fets amb el mateix tipus de marbre fosc, mentre que la resta era de marbre blanc. El frontó no tenia relleus ni tampoc les mètopes. Al sostre sí que hi havia relleus, estava decorat amb acroteris. L'esglaó superior de la crepidoma hi havia blocs i columnes, no se sap per què, a mig tallar, potser per evitar que algunes escletxes trobades al marbre acabessin fent malbé l'estructura si continuaven amb la feina del tallatge.
La cella del nou temple només acollia l'estàtua de Nèmesi, feta per Agoràcrit de Paros, alumne de Fídies (per bé que Estrabó també esmenta Diòdot com a possible autor), d'una peça de marbre extreta de Pèrsia. Segons Plini el Vell feia 4m d'alçada. L'historiador Publi Terenci Varró en va parlar com un bell exemple d'escultura grega. El que es conserva avui és una reconstrucció a partir dels múltiples fragments que s'hi van trobar després que els cristians la tombessin. En tres dels costats de l'estàtua hi han representats escenes de la presentació d'Helena de Troia a la seva mare Nèmesi per Leda. La base estava coberta amb una capa de marbre d'Himètia de color fosc.

## Fortificació de Ramnunt

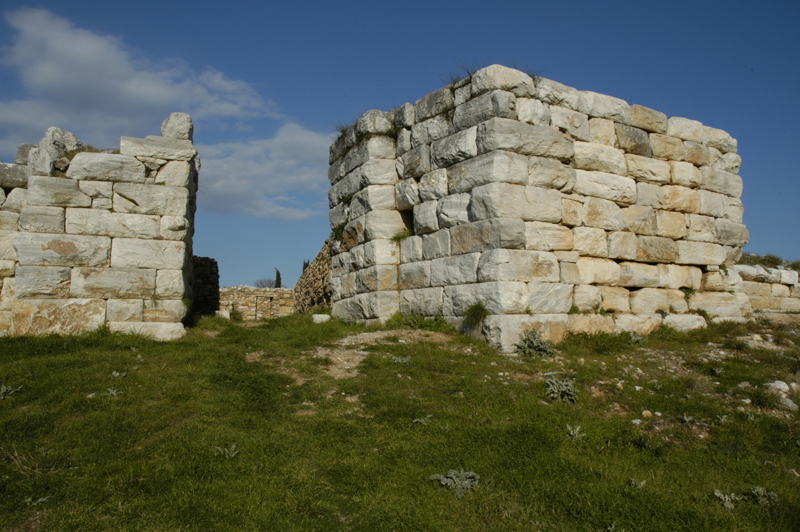
Entrada sud de la fortificació.

L'àrea fortificada ocupava 230m per 270m. Havia estat construïda a dalt del turó, que ja feia gairebé 28m. Els murs eren de marbre procedent d'Agia Marina. Hi havia habitatges tant a l'interior com a l'exterior de la fortificació.

## Imatges

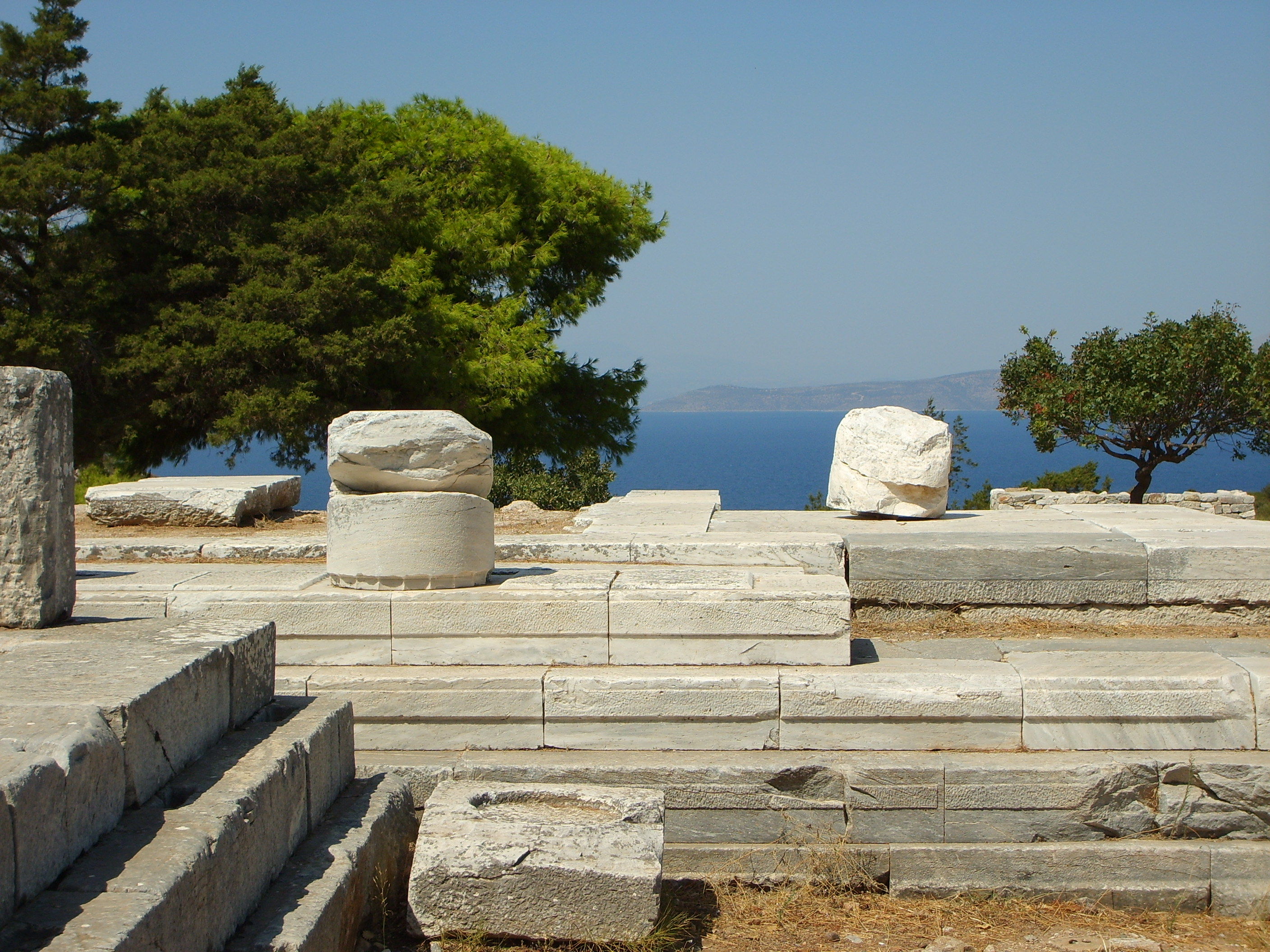
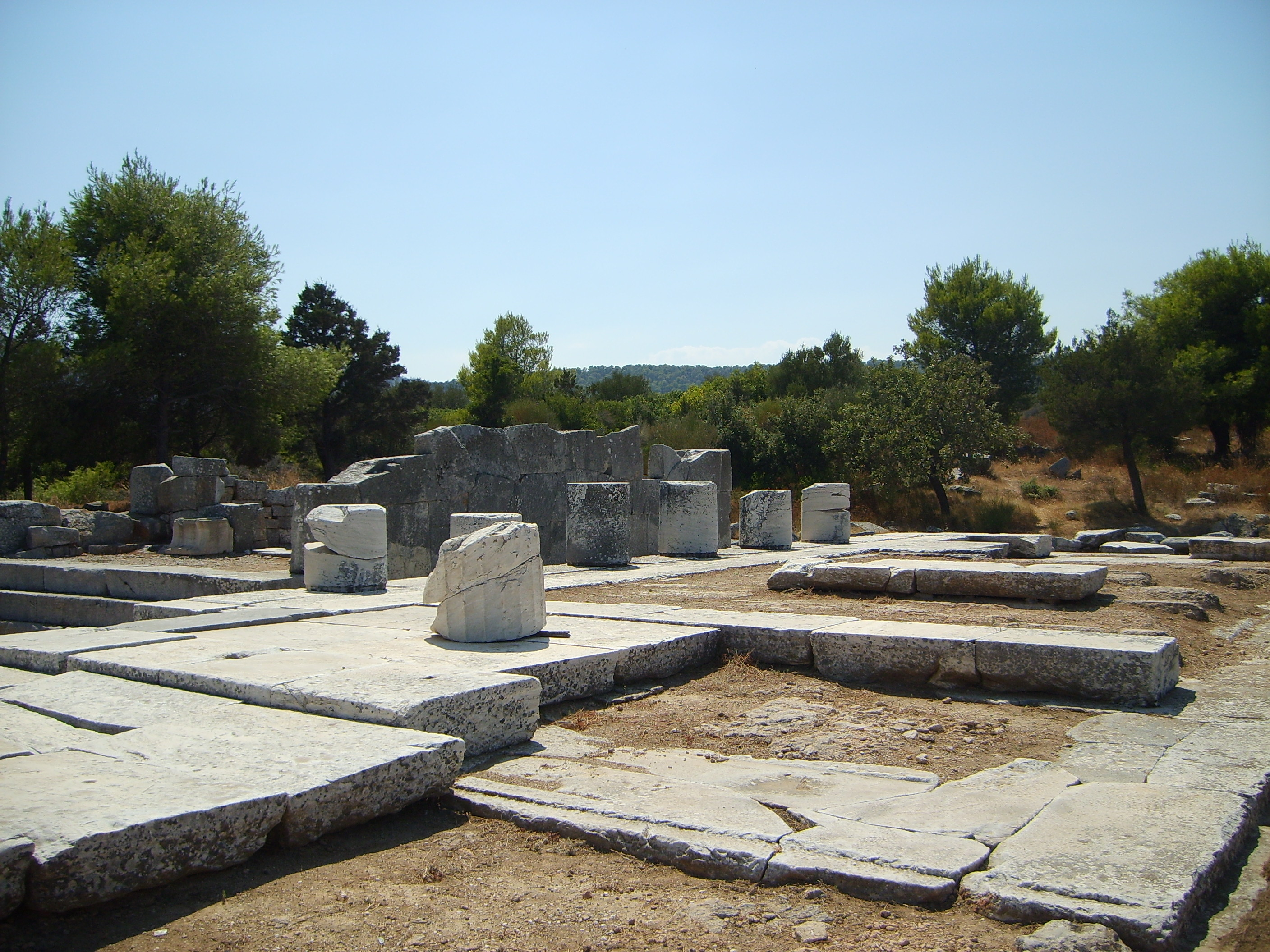
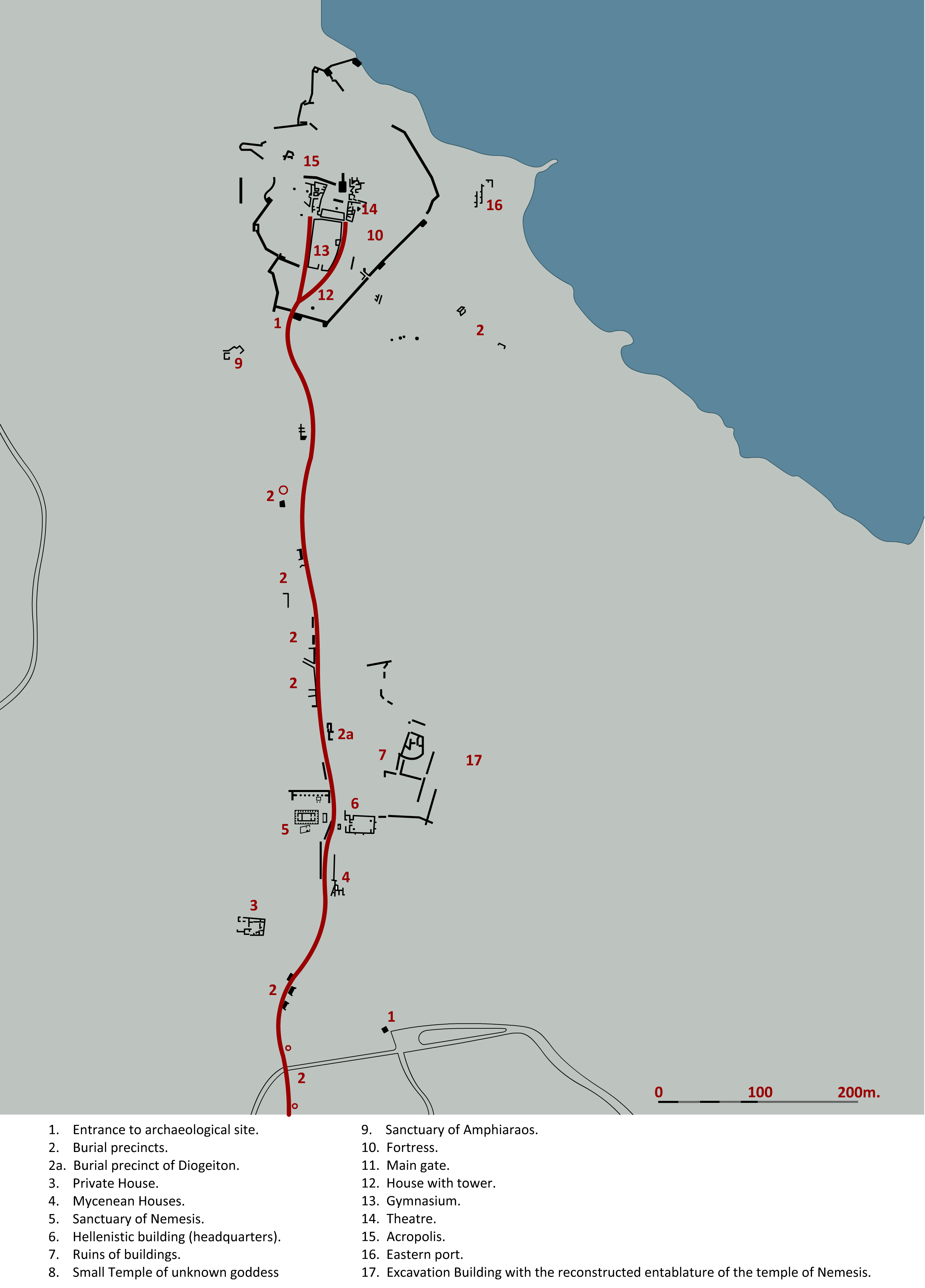
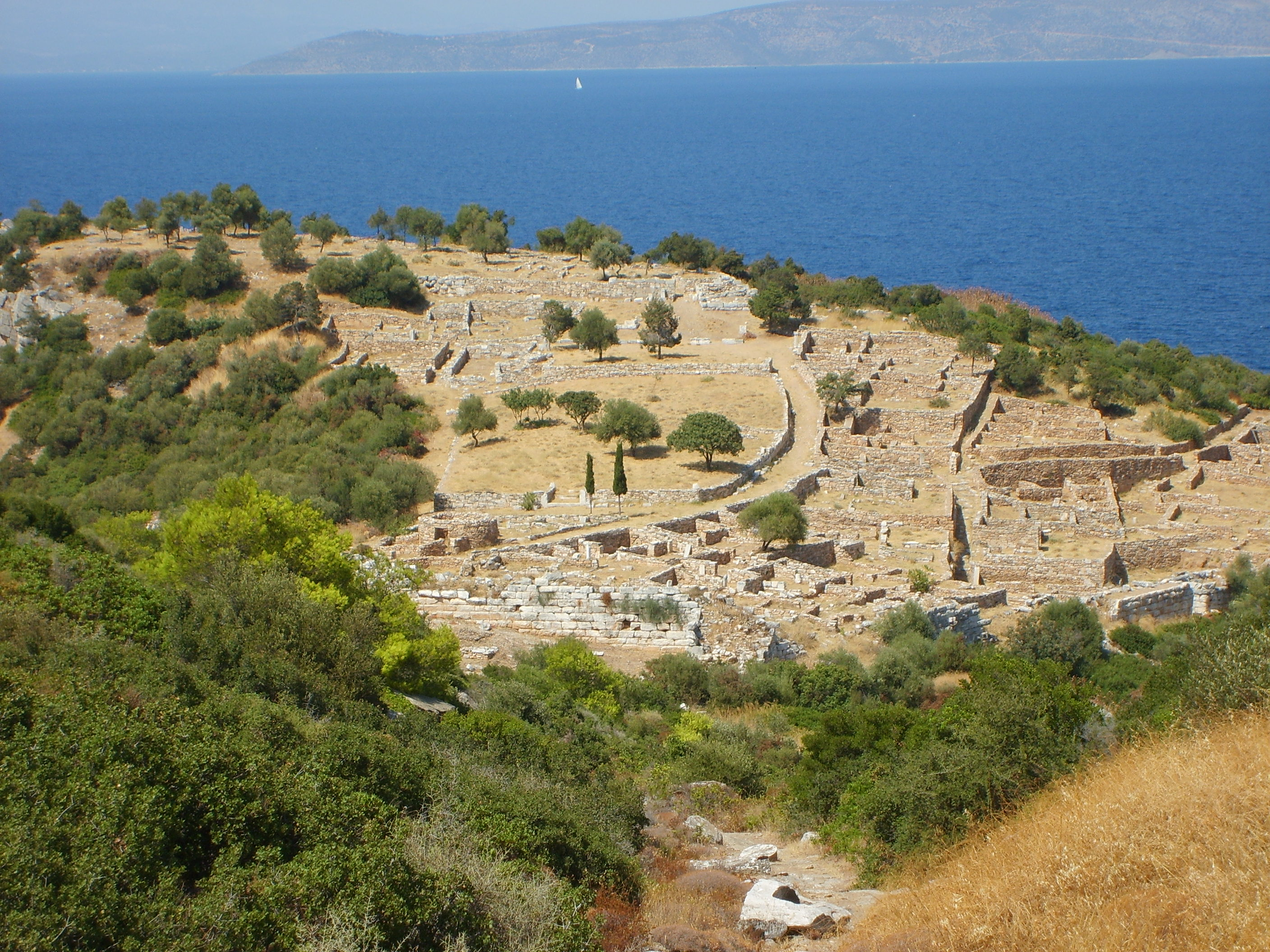
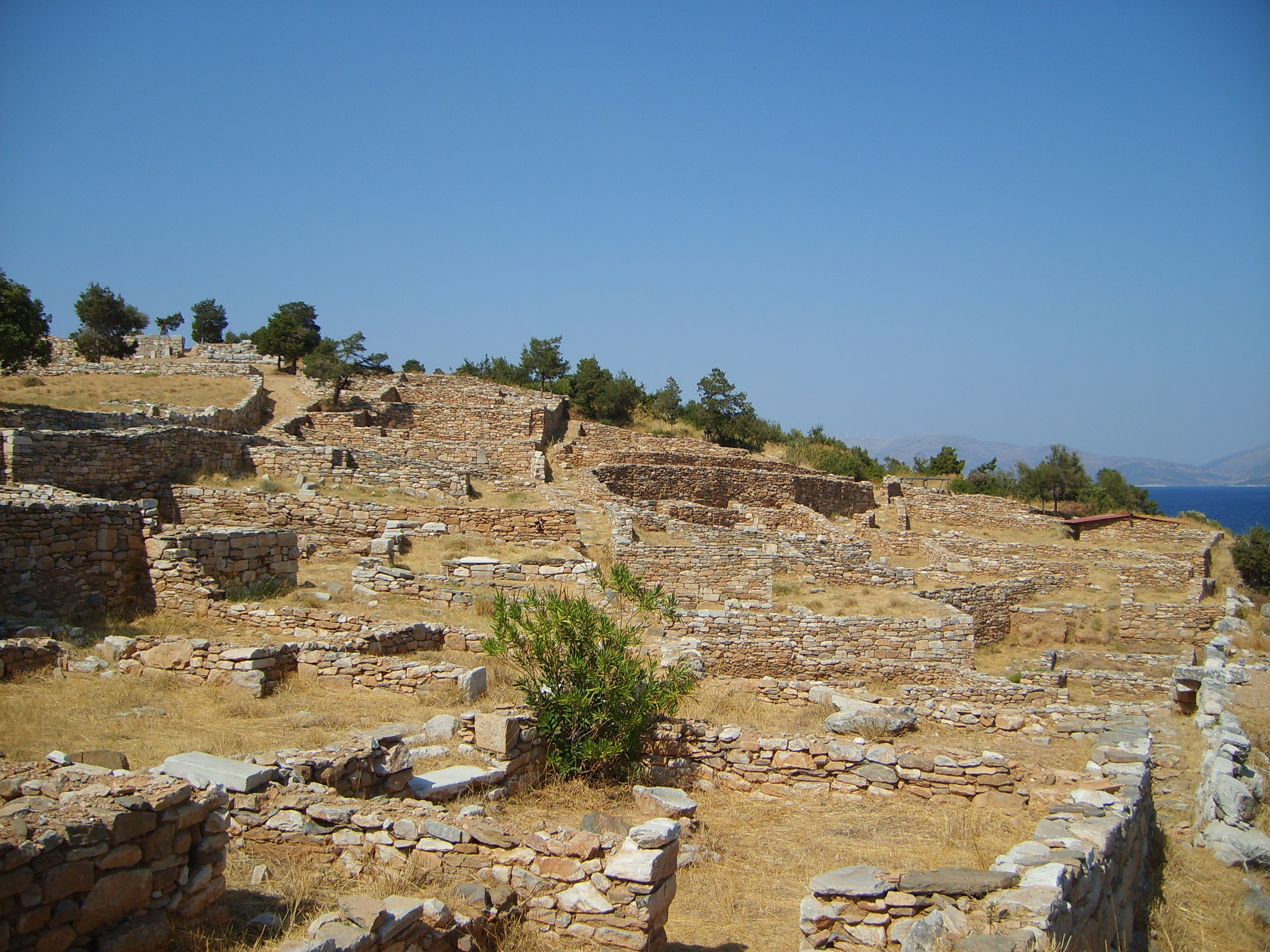
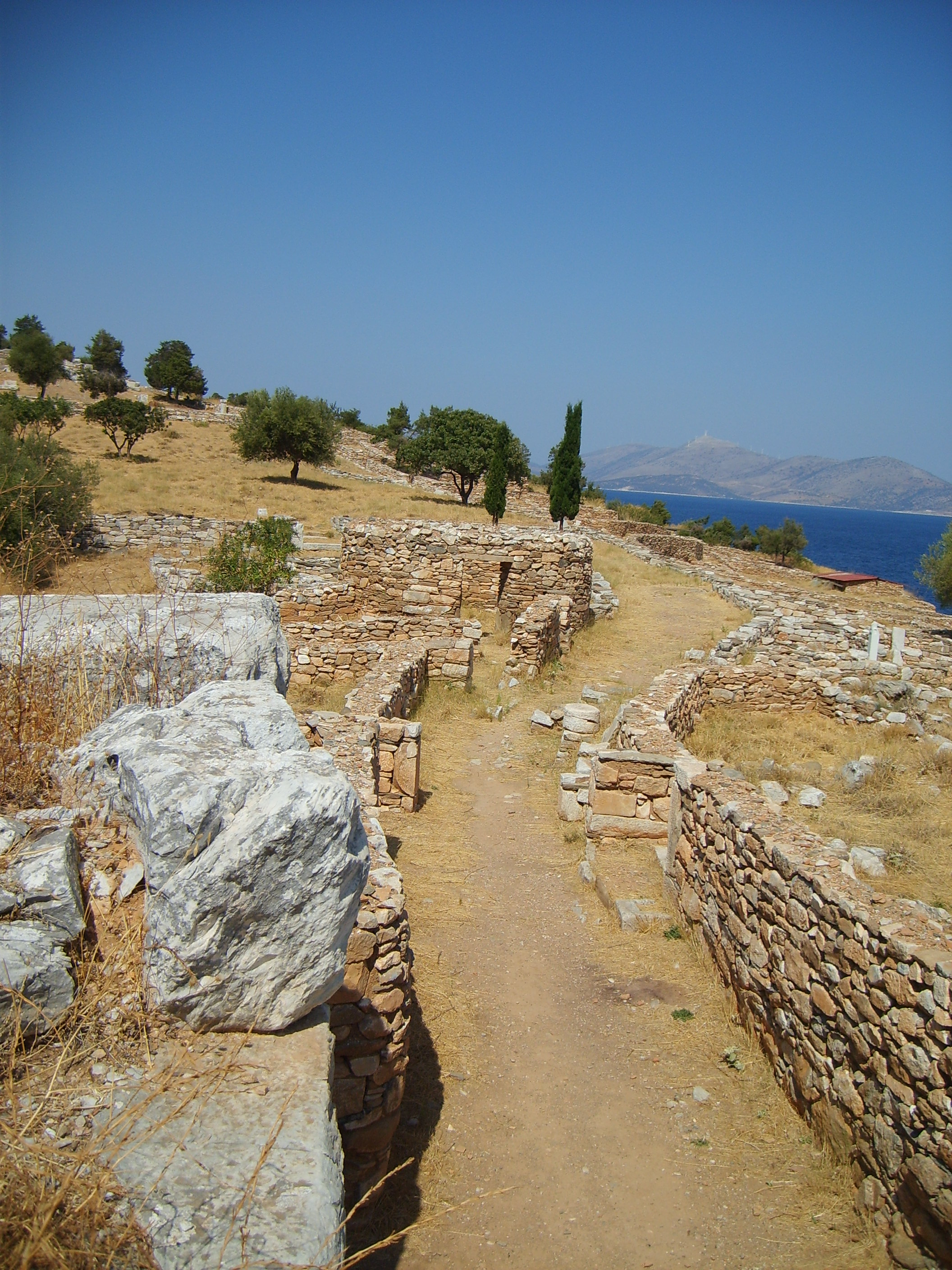